# Elecciones a la Cámara de Representantes de los Estados Unidos de 2010 en Arizona
Las Elecciones a la Cámara de Representantes de los Estados Unidos en Arizona de 2010 fueron unas elecciones que se hicieron el 2 de noviembre de 2010 para escoger a los 8 Representantes por el estado de Arizona. De los 8 distritos congresionales en juego, 3 lo ganaron los Demócratas y 5 los Republicanos.